# Mikołaj I Romanow

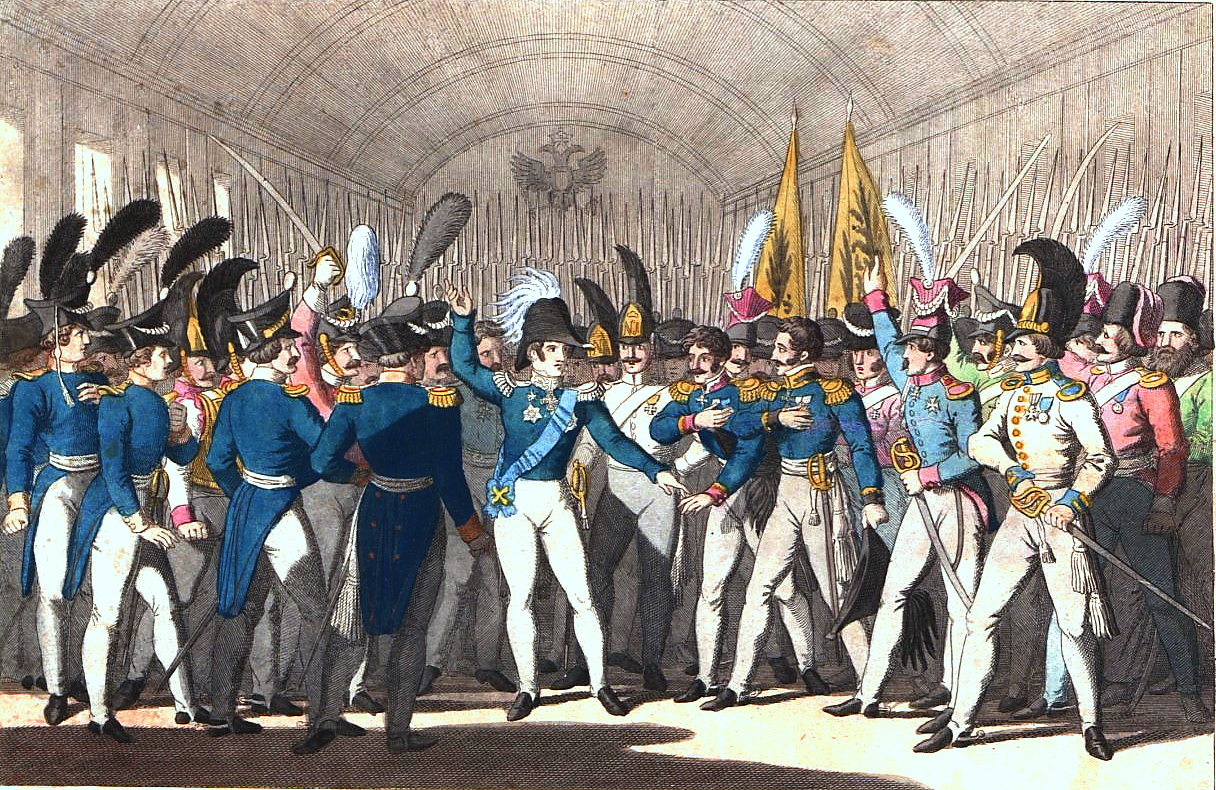
Cesarz Mikołaj I powiadamia swoją gwardię o wybuchu powstania w Polsce w 1830 roku

Mikołaj I Romanow (ros. Николай I Павлович; ur. 25 czerwca?/6 lipca 1796 w Carskim Siole, zm.  18 lutego?/2 marca 1855 w Petersburgu) – cesarz Imperium Rosyjskiego i m.in. wielki książę Finlandii od 1 grudnia 1825 (koronowany na cesarza 3 września 1826), w latach 1825–1831(1855) król Polski (zdetronizowany w 1831 przez Sejm Królestwa Polskiego; nie przestał używać tytułu); brat Aleksandra I (1777–1825), trzeci syn Pawła I (1754–1801), z dynastii Romanowów.

## Sukcesja tronu
Wobec bezpotomności zmarłego Aleksandra I, jego dziedzicznym następcą powinien być drugi co do wieku brat Konstanty, będący wówczas naczelnym wodzem w Królestwie Polskim. Po jego odmowie został nim kolejny brat, Mikołaj I. Wcześniej Aleksander I wydał tajny manifest, w którym wyrażał wolę, aby tron po nim objął nie Konstanty, a właśnie Mikołaj, choć dotąd nie był szykowany do sprawowania władzy i otrzymał wykształcenie wojskowo-inżynieryjne. Miał charakter gwałtowny i despotyczny.

## Spisek dekabrystów
Swe rządy Mikołaj I rozpoczął od stłumienia powstania „dekabrystów”. Tak nazwano później rozgałęziony spisek oficerów szlacheckich, którzy zamierzali obalić despotyczną, policyjną władzę cara i wprowadzić rządy konstytucyjne, gwarantujące szersze swobody obywatelskie. Spisek został jednak zdradzony i skończyło się na nieudanej próbie przewrotu wojskowego w Petersburgu w grudniu (stąd nazwa ruchu) 1825 r. Aresztowano kilkuset przywódców i działaczy spisku, pięciu z nich powieszono, większość zesłana została na katorgę na Sybir. Dekabryści byli pierwszymi rewolucjonistami, którzy wystąpili w sposób zorganizowany i zbrojnie przeciwko panowaniu feudalno-pańszczyźnianego caratu w Rosji.

## Reformy państwa
Cesarz Mikołaj I przerażony szlacheckim spiskiem dekabrystów rozbudował administrację państwową, której celem miało być utrzymanie społeczeństwa w ryzach wiernopoddaństwa. Powstały nowe ministerstwa i komitety opiniodawcze, rozbudowano system policyjny, m.in. utworzono III Oddział Kancelarii Osobistej – tajną policję, zajmującą się inwigilacją działaczy społecznych, uczonych i artystów. Wprowadzony został podział szlachty na grupy o określonych kompetencjach i przywilejach, uregulowano w szczegółach stosunki między szlachtą ziemiańską a poddanymi chłopami itp. Mikołaj I był przeciwnikiem emancypacji warstw niższych, wydał zakaz przyjmowania do szkół średnich i wyższych młodzieży nieszlacheckiej. Był też przeciwnikiem zniesienia ustroju pańszczyźnianego w Rosji, co stawało się już powszechne w zachodniej Europie. Wprowadził jednak pewne reformy, ograniczające wszechwładzę obszarników nad służbą dworską i poddanymi chłopami, umożliwiając im uwolnienie się od poddaństwa przez wykup lub w drodze umowy.
Sukcesem zakończyły się kodyfikacja praw w całym Cesarstwie Rosyjskim i reforma finansowa. Natomiast bardzo rygorystyczna cenzura ograniczała możliwości rozwoju piśmiennictwa i nauki, negatywnie oddziaływała też na rozwój oświaty i szkolnictwa. Przy czym głównym celem cenzury było uniemożliwienie publikacji wszelkich myśli republikańskich oraz krytyki władzy, lub Cerkwi prawosławnej. Mimo to dochodziło w Rosji do licznych buntów i rozruchów, zwłaszcza ludności chłopskiej, związanych z klęskami przyrody, epidemiami, przesiedleniami itp.

## Polityka zagraniczna
W polityce zagranicznej Mikołaj I skierował swe działania przede wszystkim na Półwysep Bałkański. W 1826 r. Rosja i Wielka Brytania podpisały w Petersburgu układ o wywarciu presji na Turcję celem przyznania Grecji autonomii. Do układu przyłączyła się także Francja. Turcja odrzuciła warunki układu, ale zobowiązała się do przestrzegania autonomii Serbii, Mołdawii i Wołoszczyzny oraz zgodziła na swobodny przepływ statków rosyjskich z Morza Czarnego na Morze Śródziemne i uprzywilejowanie kupców rosyjskich.

## Wojny w Azji
Korzystając z zaangażowania się Rosji na Bałkanach, szach Persji Fath Ali Szah Kadżar rozpoczął w 1826 r. podbój ziem zagarniętych przez Rosję na Kaukazie. Po początkowych sukcesach wojsk perskich, zostały one jednakże rozbite przez rosyjski korpus interwencyjny feldmarszałka Iwana Paskiewicza, który wkroczył następnie na terytorium Persji, zajmując cały Azerbejdżan i Armenię. W zawartym w 1826 r. układzie pokojowym przypadły one Rosji, a ponadto Persja zmuszona została do zapłacenia dużej kontrybucji, likwidacji swej floty wojennej na Morzu Kaspijskim i przyznania przywilejów handlowych Rosji.
Równocześnie nastąpiła poprawa w stosunkach Turcji z mocarstwami zachodnimi, które były zainteresowane w utrzymaniu silnego państwa tureckiego, jako przeciwwagi dla Rosji we wschodniej części basenu Morza Śródziemnego. Zaangażowały się one jedynie w sprawę niepodległości Grecji, której południowa część zajęta została przez francuski desant morski. Turcy wycofali się wówczas bez walk z Peloponezu. Natomiast stawili twardy opór w swych twierdzach wojskom rosyjskim, które po szybkim opanowaniu naddunajskich księstw Mołdawii i Wołoszczyzny, parły wzdłuż wschodnich wybrzeży Bułgarii w kierunku tureckiej stolicy, Stambułu.
Rosjanie z dużym powodzeniem uderzyli wówczas na Turcję na Zakaukaziu, rozpoczynając wojnę rosyjsko-turecką. Wojna zakończyła się w sierpniu 1829 roku, po zajęciu Adrianopola i dotarciu Rosjan na odległość kilkudziesięciu kilometrów od Stambułu. Mogli go zająć i w ten sposób doprowadzić do upadku Turcji. Jednakże, wobec dezaprobaty mocarstw zachodnich, Mikołaj I zaproponował Turkom pokój, jaki skwapliwie przyjęli. Zgodnie z zawartym w Adrianopolu traktatem, Rosja powiększyła się o terytorium na północ od delty Dunaju oraz o tereny Abchazji na wschodnim wybrzeżu Morza Czarnego; Księstwa Mołdawii i Wołoskie przeszły pod protektorat cesarski i powstało niepodległe Królestwo Grecji.
Niezależnie od wojen w rejonie Kaukazu z Turcją i Persją, Rosjanie mieli też spore problemy z podporządkowaniem sobie niektórych górskich plemion kaukaskich, w szczególności Osetyjczyków, Czeczenów oraz ludów Dagestanu. Najdłużej, bo aż 30 lat, swoją wojnę z Rosją prowadzili islamscy Czeczeni. Imam Szamil, charyzmatyczny przywódca powstańców, opanował w latach czterdziestych XIX w. prawie całą Czeczenię i północny Dagestan. Tak zwany Imamat Kaukaski upadł dopiero w 1859 roku, po tym, jak Imam Szamil zraził do siebie górali kaukaskich i został zamknięty przez oblegające żołnierzy Armie Imperium Rosyjskiego w pozbawionych dostępu do pożywienia kryjówkach górskich.

## Polityka europejska
W 1830 r. uwagę cesarza Mikołaja I zaabsorbowały rewolucje społeczno-republikańskie we Francji i Belgii. Zaplanował nawet wysłanie korpusu wojskowego przeciwko buntownikom, zgodnie zresztą z postanowieniami Świętego Przymierza z 1815 r. Do interwencji tej jednak nie doszło z powodu wybuchu powstania listopadowego w Królestwie Polskim. Sejm Królestwa Polskiego Uchwałą o detronizacji Mikołaja I z 25 stycznia 1831 formalnie pozbawił Mikołaja I tronu Polski okupowanej. Do stłumienia powstania skierowana została z Zakaukazia 115 tysięczna armia feldmarszałka Iwana Dybicza. Gdy umarł on w trakcie wojny na cholerę, zastąpił go feldmarszałek Iwan Paskiewicz, który potem został namiestnikiem Królestwa Polskiego. Po początkowych niepowodzeniach, Rosjanie dzięki swej przewadze, odnieśli duże zwycięstwo w bitwie pod Ostrołęką, po czym przy pomocy Królestwa Prus przeszli przez Wisłę w rejonie Torunia i okrążyli Warszawę od zachodu. Warszawa skapitulowała, a po niej także pozostałe jeszcze, rozproszone punkty oporu w Królestwie Polskim. Nastąpiły wtedy represje wobec uczestników powstania, konfiskaty ich majątków, zaś w 1832 wprowadzony został Statut Organiczny dla Królestwa Polskiego, włączający ziemie Królestwa Polskiego do Cesarstwa Rosyjskiego.
Po dokonanej konfiskacie zbiorów sztuki Eustachego Kajetana Sapiehy w Dereczynie, cesarz Mikołaj I rozkazał zniszczyć lub sprzedać na aukcji portrety przedstawiające członków rodziny Potockich i Sapiehów.
W 1839 skasowana została unia kościelna w prowincjach zabranych, a unitów siłą nawracano na prawosławie. Zamknięte zostały uniwersytety Warszawski i Wileński.
Jeszcze raz Armia Imperium Rosyjskiego wystąpiła pacyfikując polskie powstanie w Rzeczypospolitej Krakowskiej w 1846 r. Miasto przekazane zostało następnie we władanie Monarchii Habsburgów. Na dużo większą skalę żandarm Europy cesarz Mikołaj I pomógł w 1849 r. cesarzowi austriackiemu, posyłając mu 100 tys. żołnierzy rosyjskich dla stłumienia powstania węgierskiego w okresie Wiosny Ludów. W 1848 r. po wybuchu rewolucji lutowej we Francji zerwał stosunki dyplomatyczne z tym państwem.

### Wojna krymska(1853–1856)
Cesarz Mikołaj I chciał do reszty wykorzystać słabość Imperium Osmańskiego (Turcji) chcąc całkowicie opanować Morze Czarne i rozciągnąć swe wpływy na Bałkanach. Mocarstwa zachodnie sprzeciwiały się temu. Rosja wysłała do Turcji poselstwo: Turcja miała uznać protektorat Rosji nad ludnością prawosławną w Imperium Osmańskim. Władca czynił z siebie orędownika prawosławia. Rosja chciała również objąć opieką miejsca święte kościoła prawosławnego w Palestynie (kościół z Grotą Narodzenia w Betlejem, Grób Chrystusa). Turcja nie zgodziła się jednak na przyjęcie protektoratu. Poselstwo wróciło do Rosji zrywając wszelkie stosunki dyplomatyczne z Wysoką Portą. Po innych zatargach Imperium Osmańskie wypowiedziało Rosji wojnę. Wojna ta została nazwana wojną krymską lub wojną wschodnią. W bitwie pod Synopą rozbito flotę turecką a podczas niej zginęło ok. 3 000 tureckich marynarzy. Relacje na temat tej „masakry” wzburzyły opinię publiczną w Imperium Brytyjskim i we Francji – co legitymizowało reakcję rządów Francji i Imperium Brytyjskiego.

### Przebieg
W lutym 1854 r. Imperium Brytyjskie i Francja zażądały od Rosjan wycofania się z księstw rumuńskich, a następnie wypowiedziały Rosji wojnę. Trwała ona 2 lata, walki toczyły się cyklami kilkumiesięcznymi i koncentrowały się na oblężeniu Sewastopola. Pochłonęła prawie pół miliona żołnierzy, a 2/3 z tego to wynik chorób i braku opieki lekarskiej. Pod względem taktycznym była podobna do wojen napoleońskich.
Pod koniec wojny krymskiej Mikołaj I zmarł w Petersburgu, załamany porażkami swojej armii. Oficjalnie przyjętą przyczyną śmierci było zapalenie płuc, ale niektóre źródła sugerują, że popełnił samobójstwo.

### Znaczenie
Cele Wielkiej Brytanii: osłabienie potęgi Rosji, zniszczenie Sewastopola i imperialnej marynarki rosyjskiej. Finlandia zwrócona Szwecji, oswobodzenie Królestwa Polskiego, księstwa rumuńskie oddane Monarchii Habsburgów, jednocześnie  rezygnującej z Lombardii i Wenecji, Krym i Gruzja odstąpione Turcji.
Austria i Prusy zawarły krótkotrwały sojusz. W kwietniu 1854 r. na spotkaniu franc.-bryt.-austr.-pruskim w Wiedniu zaczęto ustalać warunki do rokowań pokojowych z Rosją – tzw. Cztery Punkty:
1. potrzeba zastąpienia protektoratu rosyjskiego w Serbii i księstwach rumuńskich kolektywną gwarancją wielkich mocarstw,
2. swobodna i bezpieczna żegluga na Dunaju i jego ujściu,
3. rewizja traktatu z 1841 r. dotyczącego cieśnin tureckich – w interesie równowagi sił w Europie,
4. zastąpienie protektoratu rosyjskiego nad bałkańskimi chrześcijanami przez system gwarancji mocarstw zaakceptowany przez Imperium Osmańskie.

Rosja ostatecznie je przyjęła.

## Genealogia
| Prapradziadkowie                           | książę Holstein-Gottorp Fryderyk IV Holsztyński (1671–1702) ∞1698 Jadwiga Zofia Szwedzka (1681–1708) | cesarz Rosji Piotr I Wielki (1672–1725) ∞1712 Katarzyna I 1) (1683/1684 – 1727)                 | książę Anhalt-Zerbst Jan Ludwik I (1656–1704) ∞ 1687 Krystyna Eleonora Zeutsch (1666–1699)                                   | książę Krystian August Schleswig-Holstein-Gottorp (1673–1726) ∞1704 Albertyna Fryderyka Baden-Durlach (1682–1755)            | książę Wirtembergii Fryderyk Wirtemberski-Winnental (1652–1697) ∞1682 Eleonora Juliana Brandenburg-Ansbach (1663–1724)        | książę Anselm Franz Thurn und Taxis (1681–1739) ∞1703 Maria Ludovika Lobkowicz                                                | margrabia Filip Wilhelm Brandenburg-Schwedt (1669–1711) ∞1699 Joanna Szarlota Anhalt-Dessau (1682–1750)                       | król Prus Fryderyk Wilhelm I Hohenzollern (1688–1740) ∞1706 Zofia Dorota Hanowerska (1687–1757)                               |
| Pradziadkowie                              | książę Holstein-Gottorp Karol Fryderyk Holsztyński (1700–1739) ∞1725 Anna Piotrowna (1708–1728)      | książę Holstein-Gottorp Karol Fryderyk Holsztyński (1700–1739) ∞1725 Anna Piotrowna (1708–1728) | książę Anhalt-Zerbst Krystian August Anhalt-Zerbst (1690–1747) ∞ 1724 Joanna Elżbieta Schleswig-Holstein-Gottorp (1712–1760) | książę Anhalt-Zerbst Krystian August Anhalt-Zerbst (1690–1747) ∞ 1724 Joanna Elżbieta Schleswig-Holstein-Gottorp (1712–1760) | książę Wirtembergii Karol Aleksander Wirtemberski (1684–1737) ∞ 1727 Maria Augusta Thurn und Taxis (1706–1756)                | książę Wirtembergii Karol Aleksander Wirtemberski (1684–1737) ∞ 1727 Maria Augusta Thurn und Taxis (1706–1756)                | margrabia Fryderyk Wilhelm Brandenburg-Schwedt (1700–1771) ∞1734 Zofia Dorota Pruska (1719–1765)                              | margrabia Fryderyk Wilhelm Brandenburg-Schwedt (1700–1771) ∞1734 Zofia Dorota Pruska (1719–1765)                              |
| Dziadkowie                                 | cesarz Rosji Piotr III Romanow (1728–1762) ∞1745 Katarzyna II Wielka 2) (1729–1796)                  | cesarz Rosji Piotr III Romanow (1728–1762) ∞1745 Katarzyna II Wielka 2) (1729–1796)             | cesarz Rosji Piotr III Romanow (1728–1762) ∞1745 Katarzyna II Wielka 2) (1729–1796)                                          | cesarz Rosji Piotr III Romanow (1728–1762) ∞1745 Katarzyna II Wielka 2) (1729–1796)                                          | książę Wirtembergii Fryderyk Eugeniusz Wirtemberski (1732–1797) ∞ 1753 Fryderyka Dorota Zofia Brandenburg-Schwedt (1736–1798) | książę Wirtembergii Fryderyk Eugeniusz Wirtemberski (1732–1797) ∞ 1753 Fryderyka Dorota Zofia Brandenburg-Schwedt (1736–1798) | książę Wirtembergii Fryderyk Eugeniusz Wirtemberski (1732–1797) ∞ 1753 Fryderyka Dorota Zofia Brandenburg-Schwedt (1736–1798) | książę Wirtembergii Fryderyk Eugeniusz Wirtemberski (1732–1797) ∞ 1753 Fryderyka Dorota Zofia Brandenburg-Schwedt (1736–1798) |
| Rodzice                                    | cesarz Rosji Paweł I Romanow (1754–1801) ∞1776 Maria Fiodorowna 3) (1759–1828)                       | cesarz Rosji Paweł I Romanow (1754–1801) ∞1776 Maria Fiodorowna 3) (1759–1828)                  | cesarz Rosji Paweł I Romanow (1754–1801) ∞1776 Maria Fiodorowna 3) (1759–1828)                                               | cesarz Rosji Paweł I Romanow (1754–1801) ∞1776 Maria Fiodorowna 3) (1759–1828)                                               | cesarz Rosji Paweł I Romanow (1754–1801) ∞1776 Maria Fiodorowna 3) (1759–1828)                                                | cesarz Rosji Paweł I Romanow (1754–1801) ∞1776 Maria Fiodorowna 3) (1759–1828)                                                | cesarz Rosji Paweł I Romanow (1754–1801) ∞1776 Maria Fiodorowna 3) (1759–1828)                                                | cesarz Rosji Paweł I Romanow (1754–1801) ∞1776 Maria Fiodorowna 3) (1759–1828)                                                |
| Mikołaj I Romanow (1796–1855) cesarz Rosji | |                                                                                                 | | | | | | |

1. właściwie: Marta Skowrońska, córka chłopa.
2. właściwie: księżniczka Zofia Fryderyka Augusta von Anhalt Zerbst.
3. właściwie: księżniczka Zofia Dorota Wirtemberska.

## Małżeństwo i potomstwo
W Sankt Petersburgu, w lipcu 1817 roku poślubił Charlottę Hohenzollern, księżniczkę pruską, której po przejściu na prawosławie nadano imię Aleksandra Fiodorowna. Z tego związku urodziło się dziesięcioro potomstwa, m.in.:
- car Aleksander II,
- wielki książę Konstanty Mikołajewicz,
- wielki książę Mikołaj Mikołajewicz (starszy),
- wielki książę Michał Mikołajewicz,
- wielka księżna Olga Nikołajewna Romanowa, królowa Wirtembergii,
- wielka księżna Maria Nikołajewna Romanowa, księżna Leuchtenbergu.
- wielka księżna Aleksandra Nikołajewna Romanowa, księżna Hesji

Mikołaj całe życie szczerze kochał swoją żonę. Podczas pożaru Pałacu Zimowego w 1837 roku  miał ponoć powiedzieć: Niech wszystko inne spłonie, tylko uratujcie listy od mojej żony, które pisała do mnie podczas naszego narzeczeństwa. Dopiero po upływie 25 lat małżeństwa car wdał się w romans z  Barbarą Nelidową, damą dworu cesarzowej. Carowa nie mogła już wtedy współżyć z carem; lekarze uważali, że jest zbyt słabego zdrowia i grozi jej atak serca. W 1845 roku Mikołaj I płakał, gdy lekarze oznajmili mu, że jego żona powinna wyjechać do Palermo, aby podleczyć swoje zdrowie, miał mówić: Zostawcie mi moją żonę.

## Bilans panowania

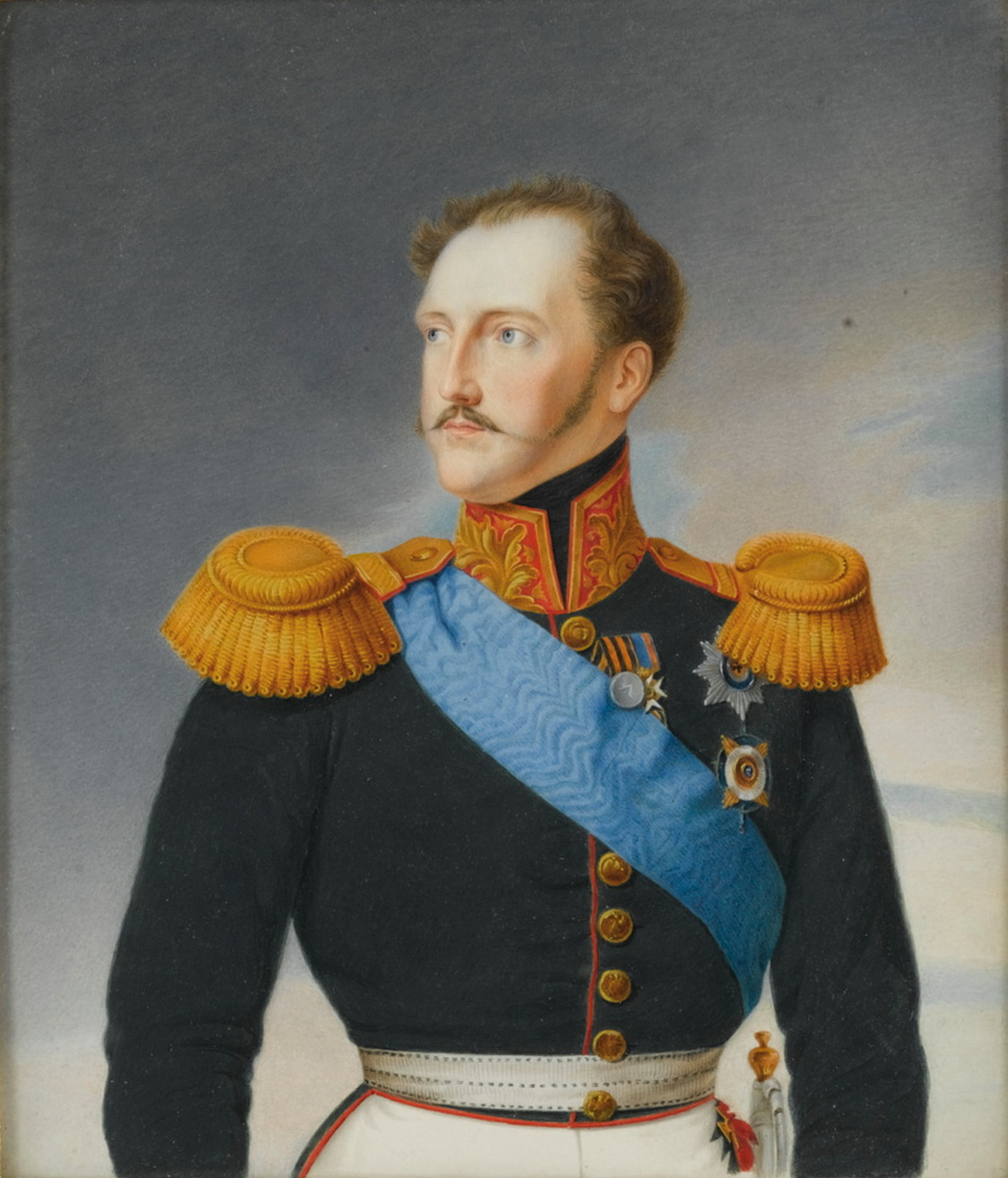

W pierwszej połowie XIX wieku miał miejsce dość znaczny wzrost gospodarczy Rosji. Spowodowany był powiększeniem i specjalizacją rynku krajowego, rozszerzeniem handlu zagranicznego i wykorzystaniem osiągnięć technicznych zaczynającej się epoki europejskiej rewolucji przemysłowej. Powstały pierwsze większe zakłady przemysłu włókienniczego w Białymstoku i Łodzi, maszynowego w Petersburgu, Moskwie, na Uralu i w Noworosji, górnictwa węglowego i hutnictwa w Zagłębiu Donieckim, naftowego na Kaukazie, eksploatacji złóż miedzi, srebra i złota na Uralu. W całym Cesarstwie Rosyjskim powstawały manufaktury i zakłady przemysłowe, przerabiające lokalne surowce: cukrownie, browary, gorzelnie, cegielnie, tartaki, huty szkła. Również w rolnictwie uzyskano znaczne postępy, w dużym stopniu dzięki regionalnej specjalizacji w produkcji buraków cukrowych, lnu, ziemniaków, chmielu, tytoniu, winorośli.
Szybko rozwijała się też nauka i wszystkie dziedziny kultury. Naukowcy rosyjscy przeprowadzili wiele ekspedycji odkrywczych w azjatyckiej części Rosji i w świecie, zorganizowali również wiele wypraw morskich dookoła świata, odkrywając m.in. Antarktydę. W tych wyprawach, zwłaszcza do północnej i środkowej Azji, duży udział mieli Polacy, m.in. Józef Kowalewski, Jan Prosper Witkiewicz „Batyr”. W nauce działali: twórca geometrii nieeuklidesowej Nikołaj Łobaczewski, astronom Wasilij Jakowlewicz Struwe. W literaturze i sztuce czynni byli powieściopisarze Nikołaj Karamzin, Nikołaj Gogol, Iwan Niekrasow, bajkopisarz Iwan Kryłow, komediopisarz Aleksandr Gribojedow, poeci Aleksandr Puszkin i Michaił Lermontow, kompozytor Michaił Glinka. Adam Mickiewicz po ingerencji rosyjskiej cenzury w Konradzie Wallenrodzie, w przedmowie do drugiego wydania nazwał Mikołaja I Ojcem tylu ludów.
Stolica Petersburg wzbogaciła się o wiele reprezentacyjnych pałaców, soborów, teatrów, budynków administracyjnych. Moskwa z rozmachem odbudowana została po pożarze w czasie wojny z Napoleonem I Bonaparte. Rozbudowały się także znacznie miasta, zwłaszcza siedziby guberni.

## Odznaczenia
W Królestwie Polskim
W 1818 został odznaczony polskim Orderem Orła Białego. Jako koronowany na króla polskiego w 1829 był zwierzchnikiem Orderu Orła Białego, Orderu Świętego Stanisława i Orderu Wojskowego Polskiego.
Wielki mistrz rosyjskich orderów
- Order Świętego Andrzeja Apostoła Pierwszego Powołania
- Order Świętego Aleksandra Newskiego
- Order Orła Białego (od 1831 włączony do odznaczeń ros.)
- Order Świętej Anny
- Order Świętego Stanisława (od 1831 włączony do odznaczeń ros.)
- Order Świętego Jerzego
- Order Świętego Włodzimierza

Ordery zagraniczne
- Order Słonia (Dania, 1826)
- Order Ducha Świętego (Francja)
- Order Złotego Runa (Hiszpania)
- Order Podwiązki (Anglia)
- Order Orła Czarnego (Prusy)
- Order Świętego Stefana (Węgry)
- Order Najwyższy Świętego Zwiastowania nadany w 1826 r. przez Karola Feliksa króla Sardynii[8]
- Order Świętego Januarego (Sycylia)
- Order Świętego Ferdynanda (Sycylia)
- Order Wojskowy Świętego Jerzego od Połączenia (Sycylia)
- Order Świętego Huberta (Bawaria)
- Order Korony Rucianej (Saksonia)
- Order Korony (Wirtembergia)
- Order Zasługi Wojskowej (Wirtembergia)
- Order Wierności (Badenia)
- Order Zasługi Wojskowej Karola Fryderyka (Badenia)
- Order Lwa Zeryngeńskiego (Badenia)
- Order Ludwika (Hesja)
- Order Sokoła Białego (Weimar)
- Order Alberta Niedźwiedzia (Saksonia-Anhalt)